# Вильфранк (Верхние Пиренеи)
Вильфра́нк (фр. Villefranque, окс. Vilafranca) — коммуна во Франции, находится в регионе Юг — Пиренеи. Департамент — Верхние Пиренеи. Входит в состав кантона Кастельно-Ривьер-Бас. Округ коммуны — Тарб.
Код INSEE коммуны — 65472.

## География

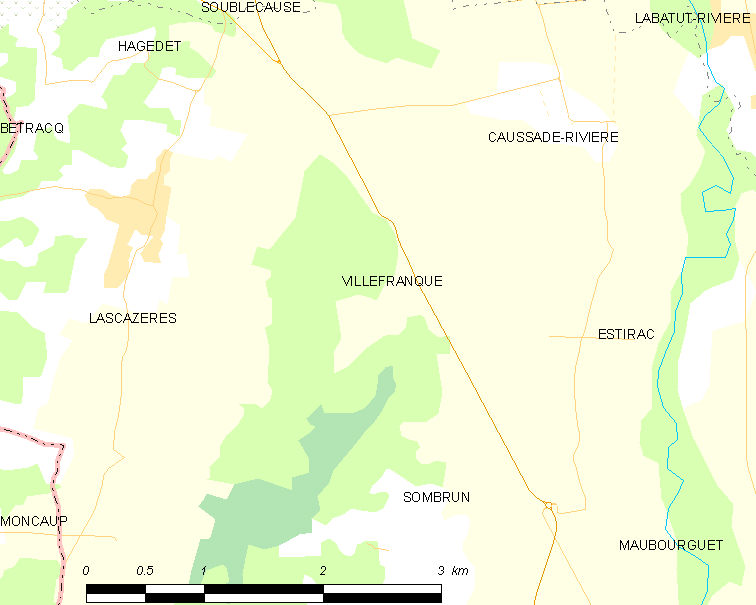
Карта коммуны

Коммуна расположена приблизительно в 630 км к югу от Парижа, в 120 км западнее Тулузы, в 31 км к северу от Тарба.

## Климат
Климат умеренно-океанический с солнечной тёплой погодой и обильными осадками на протяжении практически всего года.

## Население
Население коммуны на 2010 год составляло 89 человек.
| 1962 | 1968 | 1975 | 1982 | 1990 | 1999 | 2010 |
| ---- | ---- | ---- | ---- | ---- | ---- | ---- |
| 70   | 76   | 73   | 79   | 81   | 85   | 89   |

## Администрация
| Период | Период | Фамилия          | Партия | Примечания |
| ------ | ------ | ---------------- | ------ | ---------- |
| 1989   | 2001   | Кристиан Эмберти |        |            |
| 2001   | 2020   | Ален Вержез      |        |            |

## Экономика
В 2010 году среди 52 человек трудоспособного возраста (15-64 лет) 38 были экономически активными, 14 — неактивными (показатель активности — 73,1 %, в 1999 году было 77,1 %). Из 38 активных жителей работали 28 человек (11 мужчин и 17 женщин), безработных было 10 (5 мужчин и 5 женщин). Среди 14 неактивных 5 человек были учениками или студентами, 7 — пенсионерами, 2 были неактивными по другим причинам.